# Al-Burajmí (město)
Al-Burajmí (arabsky البريمي‎,) je město a vilájet ležící v severozápadním cípu Ománu. Jedná se o správní centrum stejnojmenného guvernorátu, které je vzdáleno 375 km od hlavního města Maskat. Přilehlé vesnice jsou zavlažované 49 systémy (faladž). Velká část plochy vilájetu je utvářena písečnou pouští. V roce 2003 mělo al-Burajmí 63 627 obyvatel.
V al-Burajmí se nachází mnoho historických domů a pevností. Nejvýznamnějšími jsou především pevnosti al-Chandak, přijmutá jako symbol vilájetu, a al-Hilá. V nedávné době byly obě dvě zrekonstruovány Ministerstvem pro Národní dědictví a Kulturu. Další rovněž významné pevnosti jsou al-Fajád, Hafét a Vádí al-Džizi. Bajt Bahr je pro změnu nejslavnější historický dům.
Zemědělství je jedním z hlavních zaměstnavatelů zdejšího obyvatelstva. Hospodářství jsou závislá na nádržích a faladžích dodávajících vodu do oblastí, kde se pěstují především datle, limetky a další ovocné plody. Část obyvatelstva chová hospodářská zvířata.